# Thoros II.
Thoros II. († 1169) war von 1140 bis 1169 Fürst von Kleinarmenien.

## Leben
Thoros entstammte dem Haus der Rubeniden und war der Sohn des armenischen Fürsten Leo I. und der Beatrice von Rethel. Gemeinsam mit seinem jüngeren Bruder Ruben und seinem Vater geriet Thoros im Jahre 1137 in Gefangenschaft und wurde nach Konstantinopel gebracht, wo sein Vater 1140 verstarb und Ruben 1141 ermordet wurde. Thoros gelang die Flucht nach Kleinarmenien, wo er 1145 eintraf. Dort eroberte er Vahka von den Byzantinern zurück und etablierte seine eigene Herrschaft. 1151 gelang ihm die Einnahme der Stadt Mamestia und der Burg Til Hamdun. Dadurch rief er den Kaiser Manuel I. Komnenos auf den Plan, der 1152 eine Armee unter dem Kommando seines Vetters Andronikos I. schickte, um Mamestia zurückzuerobern. Dabei bediente sich Manuel auch armenischer Adliger, die in Opposition zu den Rubeniden standen. In einem nächtlichen Überraschungsangriff gelang es Thoros aber, die gegnerischen Truppen zu schlagen, wobei Sempad, der Herr von Barbaron, ums Leben kam und Oschin II., Herr von Lampron, Basilios, Herr von Partzerpert, sowie Tigran, Herr von Prakan, in Gefangenschaft gerieten.
Nach dieser Niederlage bewogen die Byzantiner im Jahre 1153 den Sultan der Rum-Seldschuken, Mas'ud I., zu einem Angriff auf Kleinarmenien. Thoros konnte einen Angriff zunächst verhindern, indem er Mas'ud als Lehnsherrn anerkannte, doch griff dieser Thoros im darauffolgenden Jahr dennoch an. Er belagerte Anazarba (das heutige Agaçli) und schickte zugleich ein Heer gegen das Fürstentum Antiochia, das allerdings von den Tempelrittern besiegt werden konnte. Daraufhin gaben die Seldschuken die Belagerung Anazarbas auf. Auch die Belagerung von Til Hamdun im Jahre 1155 durch die Seldschuken blieb erfolglos. Als 1156 Kılıç Arslan II. Nachfolger Mas'uds I. als Sultan wurde, schlossen Seldschuken und Armenier Frieden. Zwar attackierte Thoros' Halbbruder Stephan 1157 trotz dieser Vereinbarung seldschukisches Gebiet um Kokison, doch gab Thoros den Seldschuken das Land zurück.
Zu dieser Zeit geriet Thoros in Konflikt mit Rainald von Chatillon um den Besitz der Festung Baghras im Grenzgebiet zwischen dem Fürstentum Antiochia und Kleinarmenien. Diese Festung war ursprünglich für den Templer erbaut worden, kam dann in den Besitz der Byzantiner und schließlich an Kleinarmenien. Kaiser Manuel I. wies Renaud an, die Festung für Byzanz zurückzuerobern, doch wurde Renaud von Thoros bei Alexandretta geschlagen. Thoros gab daraufhin Baghras den Templern zurück, die sich im Gegenzug verpflichteten, ihn zu unterstützen. Da Manuel sich angesichts der Niederlage Renauds weigerte, ihn für den Feldzug zu bezahlen, wechselte Renaud die Seiten und schloss sich Thoros an. Gemeinsam unternahmen sie einen blutigen Raubzug gegen das byzantinische Zypern.
Manuel schickte daraufhin 1158 überraschend ein großes Heer in Richtung der kleinarmenischen Küste. Thoros hielt sich zu diesem Zeitpunkt in Tarsos auf und konnte, als die Stadt von Manuels Schwager Theodoros Batatzes eingenommen wurde, nur mit knapper Not in die Bergfestung von Tajikikar entkommen. Sein Verbündeter, Rainald von Chatillon, unterwarf sich dem Kaiser in Mamistra und behielt, zum Erstaunen der meisten Zeitgenossen, seinen Kopf und die Herrschaft über Antiochia. Er scheint jedoch Verbündete am Kaiserhof besessen zu haben, die sich für ihn einsetzten. Durch die Vermittlung von König Balduin III., der sich im kaiserlichen Lager aufhielt, und der Templer kam es auch zu einer Verständigung mit Thoros, der sich dem Kaiser unterwarf und diesem einige Befestigungen übergab. Tarsos wurde vermutlich zu dieser Zeit an Antiochia angegliedert, Bohemund verkaufte es erst 1183 an Ruben III., womit die Stadt wieder zu Armenien kam. 
Der Kaiser verbrachte Ostern in Kilikien und kehrte danach nach Antiochia zurück. Als aber etwas später der byzantinische Gouverneur von Tarsos, Andronikos Euphorbenos, Stephan, den Halbbruder Thoros', zu einem Festessen einlud und ihn wegen früherer Angriffe Stephans auf byzantinisches Gebiet töten ließ, gaben Thoros und sein Halbbruder Mleh den Befehl, alle Griechen in ihrem Gebiet zu ermorden. Ein erneuter Krieg mit Byzanz konnte gerade noch durch die Vermittlung des Königs von Jerusalem, Amalrich I., vermieden werden.
Die letzten Jahre von Thoros' Herrschaft waren geprägt von der Rivalität zu Mleh, der ihm nach dem Leben trachtete. Der Anschlag wurde allerdings aufgedeckt und Mleh verlor einen Großteil seiner Besitzungen. Er floh nach Antiochia und schließlich nach Aleppo, um dort in die Dienste von Nur ad-Din zu treten. Kurz vor seinem Tod ging Thoros ins Kloster und ernannte seinen noch minderjährigen Sohn Ruben II. zum Nachfolger. Thomas, ein Verwandter des Thoros, übernahm die Regentschaft.
Neben Ruben hinterließ Thoros zwei Töchter: Rita, die mit Hethum III. von Lampron verheiratet war, und Irene, die Gemahlin Isaaks Komnenos von Zypern.